# Eduardo Herrera (calciatore cileno)
Eduardo Herrera Barros (Rancagua, 25 agosto 1944) è un ex calciatore cileno, di ruolo difensore.

## Carriera

### Club
Ha sempre giocato nel campionato cileno.

### Nazionale
Con la Nazionale cilena ha collezionato 21 presenze oltre ad aver partecipato al Campeonato Sudamericano nel 1967.